# 熊谷正寿
熊谷 正寿（くまがい まさとし、1963年7月17日 - ）は、日本の経営者。GMOインターネットグループの創業者で、GMOインターネット代表取締役会長兼社長・グループ代表。株式会社熊谷正寿事務所代表取締役。長野県小県郡東部町（現・東御市）出生、東京都育ち。國學院高等学校中退。放送大学在学期間満了除籍。血液型B型。
GMOの前身となる会社「ボイスメディア」を1991年に創業し、「インターキュー」に商号を変えインターネットの事業を開始、1999年に上場させた。

## 人物
- 自動車・バイクの運転免許に加えて航空機とヘリコプターの自家用操縦士（パイロット）資格、小型船舶操縦士（1級）などの免許も保有している[3]。
  - 2016年にはアグスタウエストランド AW109 Grand New（機体記号: JA70MK、製造番号: 22303）を購入し、「SKY KUMARKⅡ」と名付けている[4][5]。
  - 2020年にはガルフストリーム G650 ER（機体記号: N700MK、製造番号: 6319[6][7]）を購入し[8]、「SKY KUMARKⅢ」と名付けている[9]。
- 犬好きである[3]。
- 美術品コレクターであり、現代アートを中心とした自身のコレクションをGMOオフィスでギャラリーとして展示している[10]。
- 長野県出身ということもあり、雑誌の取材に対して「軽井沢は、ふるさと」と話し、好きな場所だという[11]。
- 「挑戦を通じて笑顔を増やす」ことが趣味だといい、「スポーツの才能も、芸術の才能も無いから、趣味の領域では人を笑顔にできない。だから難しい仕事や、厳しいチャレンジを通じて笑顔を増やしたい」と述べている[3]。その原動力は「笑顔を見たい＆驚かせたいという気持ちと、学歴をはじめとする多くのコンプレックス」だという[3]。
- 中学生の時の熊谷は全く勉強しないダメな生徒で、高校進学では、女の子のいる共学で、華やかな青山あたりにあって、当時住んでいた東中野からあまり電車を乗り換えずにすむ学校を探した、という[12]。それで、「高校は青山学院か国学院に行きたい」と先生にいったら、先生から「偏差値が高すぎて無理だ」と言われるが、その後、猛勉強したら、國學院高校に合格、そして、首席で入学してしまった、という[12]。
- 國學院高校での自分について、熊谷は「自分はやりゃできるんだ」という元からの勘違い野郎だったという[12]。そして、本当に勘違いしてしまい最初の1年間は勉強はしなかったら、成績が学年600人中500番台にまで落ちてしまった。その時の熊谷は、15か16クラスある中で一番勉強のできるクラスにいたが、成績が落ちて居心地が悪くなってしまったという。
- 高校2年生の5月頃、親に高校の退学届を書いてもらった[12]。それで、「どうやって辞めてやろうか」と2、3カ月、毎日、退学届を胸ポケットに入れていた。何もないときに担任だった先生の授業で「辞めます」と言って1980年夏に高校を中退した。
- 放送大学ができたときには「自分のための大学だ」と思い、1985年4月に放送大学の1期生として入学した[12]。尚、大学も多忙化の為、1995年3月に中退している。従って、高校中退であると同時に大学中退でもあるレアケースと言える学歴である。

### 思想
- 嶋中雄二の著書に影響を受け、景気循環と太陽黒点周期が連動するという説を信じている[13]。

- キリスト教徒である[14][15]。

## 家族
父方の祖母・貞子は、幕末の剣術家伊庭八郎を輩出した心形刀流宗家の伊庭家の傍系の出身で、叔父(貞子の姉妹・春の配偶者)に建築家の岡田捷五郎、曽祖叔父に音楽評論家の伊庭孝がいる。祖父は、原敬（元首相）の側近で、立憲政友会の副幹事長を務めた政治家である熊谷巌。実父は神楽坂を中心に不動産、飲食店、パチンコ、アミューズメントを営む熊谷興業の創業者（同社の現・社長は異母弟の熊谷誠）。実母は東京都内でテーラーを営む商人の娘。
20歳で結婚し、翌年に子どもを持った。

## 略歴
- 1991年5月 - 株式会社ボイスメディア設立、ダイヤルQ2で出会い系コンテンツの配信と専用機器の販売をしていた。全国規模で展開し、各地にはパソコン通信やプロバイダーのアクセスポイントに似たアクセス拠点となるテレホンセンターを設置していた。
- 1995年11月 - 普及しはじめたインターネットに注目、商号をインターキュー株式会社に変更。
- 1999年8月 - 株式店頭公開（証券コード 9449）。JASDAQへ株式上場。独立系ネットベンチャーとして国内初。
- 2000年9月 - 連結子会社「まぐクリック」ナスダックジャパン（現ヘラクレス）に上場。創業364日（当時、日本史上最短上場記録）
- 2001年 - グローバルメディアオンライン (GMO) に商号変更。
- 2003年11月 - JASDAQ「J-Stock銘柄」に選定される。
- 2004年2月 - 東京証券取引市場第二部上場。
- 2005年4月 - 連結子会社「GMOペイメントゲートウェイ」が東京証券取引所マザーズ市場に上場。GMOインターネットグループとして3社目の株式上場。
- 2005年6月 - GMOインターネットに商号変更。東京証券取引所市場第一部へ株式上場。
- 2005年12月 -GMOホスティング&セキュリティ（現：GMOクラウド株式会社）が東京証券取引所マザーズ市場に上場。GMOインターネットグループとして4社目の株式上場。
- 2007年12月 - GMOインターネットグループ企業のGMOインターネット証券（現：GMOクリック証券）の全株を取得。
- 2008年9月 - GMOペイメントゲートウェイが東京証券取引所第一部に指定替え。
- 2008年12月 - 株式会社paperboy&co.（現：GMOペパボ株式会社）がジャスダック証券取引所に上場。GMOインターネットグループとして5社目の株式上場。
- 2012年6月 - 一般社団法人新経済連盟理事。
- 2012年9月 - JASDAQ上場企業である「FXプライム株式会社（現：株式会社FXプライム byGMO）」がGMOインターネットグループにジョイン。GMOインターネットグループとして6社目の株式上場会社。
- 2014年10月 - 「GMOリサーチ株式会社」が東京証券取引所マザーズ市場に上場。GMOインターネットグループとして7社目の株式上場。
- 2014年10月 - 「GMOクラウド株式会社」が東京証券取引所第一部に指定変更。GMOインターネットグループとして3社目の東証一部上場企業に。
- 2014年12月 - 「GMO TECH株式会社」が東京証券取引所マザーズ市場に上場。GMOインターネットグループとして8社目の株式上場。
- 2015年4月 - 「GMOクリックホールディングス株式会社（現：GMOフィナンシャルホールディングス株式会社）」が株式会社FXプライム byGMOを株式交換、ジャスダック証券取引所にテクニカル上場。
- 2015年10月 - 「GMO メディア株式会社」が東京証券取引所マザーズ市場に上場。GMOインターネットグループとして9社目の株式上場。

## 受賞した賞など
- 1999年8月 - 独立系ネットベンチャーとして国内初の株式店頭公開（証券コード 9449）。
- 1999年12月 - 郵政省（現、総務省）「次世代インターネット政策に関する研究会」委員就任。
- 1999年12月 - 日本インターネットプロバイダー協会設立。副会長就任。
- 1999年12月 - ナスダックジャパン（現ヘラクレス）発起人就任。
- 1999年12月 - 日本経済新聞　市場が選ぶ99年新規店頭公開企業5位獲得。
- 1999年9月 - 株式会社まぐクリック設立。設立から上場まで当時日本最短記録364日でナスダックジャパン（現ヘラクレス）に上場（証券コード4784）。
- 2000年1月 - 日経ベンチャー「99年ベンチャーオブザイヤー」（新規公開部門2位）受賞。
- 2003年9月 - 日本テクノロジーFast50
- 2003年10月 - 米フォーブス誌「Best Under a Billion, Forbes Global's 200 Best Small Companies for 2003」
- 2003年11月 - JASDAQ「J-Stock銘柄」
- 2003年12月 - アジア太平洋地域テクノロジーFast 500
- 2004年2月 - 東京証券取引所市場第二部に上場。
- 2004年6月 - 企業家ネットワーク「第六回企業家賞」
- 2005年6月 - 東京証券取引市場第一部に指定替え。
- 2005年6月 - ニューズウィーク社「Super CEOs」
- 2011年9月 - 株式にっぽん「読者が選んだ期待の経営者2011」
- 2012年10月 - 教育再生・東京円卓会議委員受嘱。
- 2013年1月 - 第38回経済界大賞「優秀経営者賞」受賞。
- 2016年1月 - 経済誌「財界」による財界賞・経営者賞（第58回）で、平成27年度「経営者賞」を受賞。
- 2016年1月 - 『シーバスリーガル18年 ゴールドシグネチャー・アワード 2016 Presented by GOETHE 』において、「コーポレートバリュー デベロップメント部門」を受賞。
- 2017年7月 - 経営誌「企業家倶楽部」が主催する2017年度 第19回企業家賞で、「企業家大賞」を受賞。
- 2017年12月 - 株式会社FiNCが主催する「WELLNESS AWARD OF THE YEAR 2017」で「経営者部門」を受賞。
- 2022年1月 - 経済誌「経済界」が主催する第46回経済界大賞で「特別賞」を受賞[17]。
- 2022年4月 - 長野県東御市への私財寄附に対し「紺綬褒章」を受章[18]。

## 著書
- 一冊の手帳で夢は必ずかなう　なりたい自分になるシンプルな方法（2004年、かんき出版）ISBN 978-4761261436
- 20代で始める「夢設計図」　必ず“スピード成功”する5つの原則（2005年、大和書房）ISBN 978-4479791164
- 情報整理術クマガイ式　IT時代の「時間」と「情報」を味方につける方法（2005年、かんき出版）ISBN 978-4761262600
- 成功への熱い思いを君に　起業家11人からのメッセージ（監修）（2007年、かんき出版）ISBN 978-4761264277
- 新しい部活のつくり方 地域移行にともなう指導者の教科書（2023年4月、徳間書店）※原晋・中野ジェームズ修一・根岸秀行と共著